# Gabriel Guéret
Pour les articles homonymes, voir Guéret (homonymie).
Gabriel Guéret, né en 1641 à Paris et mort le 22 avril 1688, est un avocat, écrivain et critique littéraire français.

## Biographie
Après des études d’humanités – où il suit la scolastique héritée de l’époque médiévale – et de philosophie, il poursuit son cursus par des études de droit civil et canonique  au cours desquelles il acquit une grande érudition. Il prête serment et fut reçu avocat en 1660, à l’âge de dix-neuf ans. C'est un homme toujours enjoué et sociable. Sa fonction d'avocat lui permet de donner des conseils à ses clients. C’est dans cette dernière aptitude que Guéret excelle (davantage que ses plaidoyers).
Sa grande érudition ne l’empêchait nullement d’être poète. Il composa en effet diverses pièces en vers mais il fut assez sage pour ne pas les faire imprimer car "engagé dans la profession d’avocat, il ne crut pas que ce titre pût s’accorder avec celui de poëte". Guéret se contenta donc de les faire lire à ses amis et de leur en laisser prendre quelques copies . 

## Carrière littéraire
Ce n’est qu’en 1662 que le nom de Guéret est connu du public mondain. Son premier livre, Le Caractère de la Sagesse payenne dans les vies des Sept Sages Grecs, est dédié à Caumartin, conseiller ordinaire de Louis XIV. S’agissait-il d’une commande ou d’une manière de se distinguer aux yeux de son supérieur hiérarchique ? Le mystère reste entier dans la mesure où les œuvres suivantes n’auront aucun lien avec ce travail de biographe antique. Ce premier livre, composé à vingt-et-un ans, introduisit Guéret au cœur de la vie littéraire. Il se fit remarquer par le public mondain et fut l’un des premiers de l'académie de l'abbé d'Aubignac dont il fut le secrétaire.  
Alors très proche de l’abbé d’Aubignac, il est un témoin actif  de l’histoire littéraire du XVIIe siècle dont il brosse un portrait dans ses œuvres. Ces dernières le rendent ainsi célèbre et sont reçus avec applaudissement de la part du public mondain . Il publie anonymement en 1668, Le Parnasse réformé, écrit satirique sur les auteurs. Le succès est tel qu’en 1669, à peine un an après, Le Parnasse réformé est réédité. 
Commence alors une carrière de critique littéraire dont les propos provoquent l’estime des uns, la crainte des autres . En 1671, il publie La Guerre des Autheurs anciens et modernes  qui est une suite directe de son œuvre précédente. Le lien entre les deux œuvres est fait par Guéret lui-même : ils ont un même destinataire, Nicandre, et le procédé du songe est employé dans les deux cas. Ces œuvres sont des textes essentiels à la critique littéraire française  et autant de signes avant-coureurs de la Querelle des Anciens et des Modernes.  Aux yeux de la postérité, ce diptyque constitue l’œuvre majeure de Gabriel Guéret auquel il faut ajouter La Promenade de Saint-Cloud (1669) , autre variation du dialogue platonicien dans lesquels les devisants – tous vivants cette fois – débattent des écrivains contemporains, œuvre qu’il laissa manuscrite de son vivant parce qu'elle avait été écrite contre Nicolas Boileau, connu pour ses écrits satiriques.   

## Sources
- Sabatier de Castres, Les trois siècles de littérature françoise ou Tableau de l’esprit de nos écrivains, depuis François I, jusqu’en 1773, Amsterdam, De Hansy, 1774, t. 2, p. 154-155.
- Chaudon, Nouveau dictionnaire historique, Lyon, 1re éd. 1766, éd. de l’An XII (1804), t. 5, p. 617-618.
- L'abbé Lambert, Histoire littéraire du règne de Louis XIV, Paris, chez Prault fils, 1751, t.1, p. 348-350.
- Louis Moréri, Le Grand Dictionnaire historique, ou le Mélange curieux de l’Histoire sacrée et profane, qui contient en abrégé l’histoire […] des auteurs anciens et modernes, Paris, Libraires Associés, 1674-1759, t. 5, p. 427.
- Jean-Pierre Niceron, Mémoires pour servir à l'histoire des hommes illustres, de la république des lettres, avec un catalogue raisonné de leurs ouvrages, Paris, Briasson, 1727-1745, t. 36, p. 66-69.
- Taisand, Les vies des plus célèbres jurisconsultes de toutes les nations, tant anciens que modernes, savoir, Latins ou Romains, François, Espagnols, Italiens, Allemans, Anglois, Hollandois, &c., tirées des meilleurs auteurs qui en ont écrit, & mises en leur jour par ordre alphabétique, Paris, chez Prault père, 1737, p. 294-296.